# Postdörfle (Stuttgart)

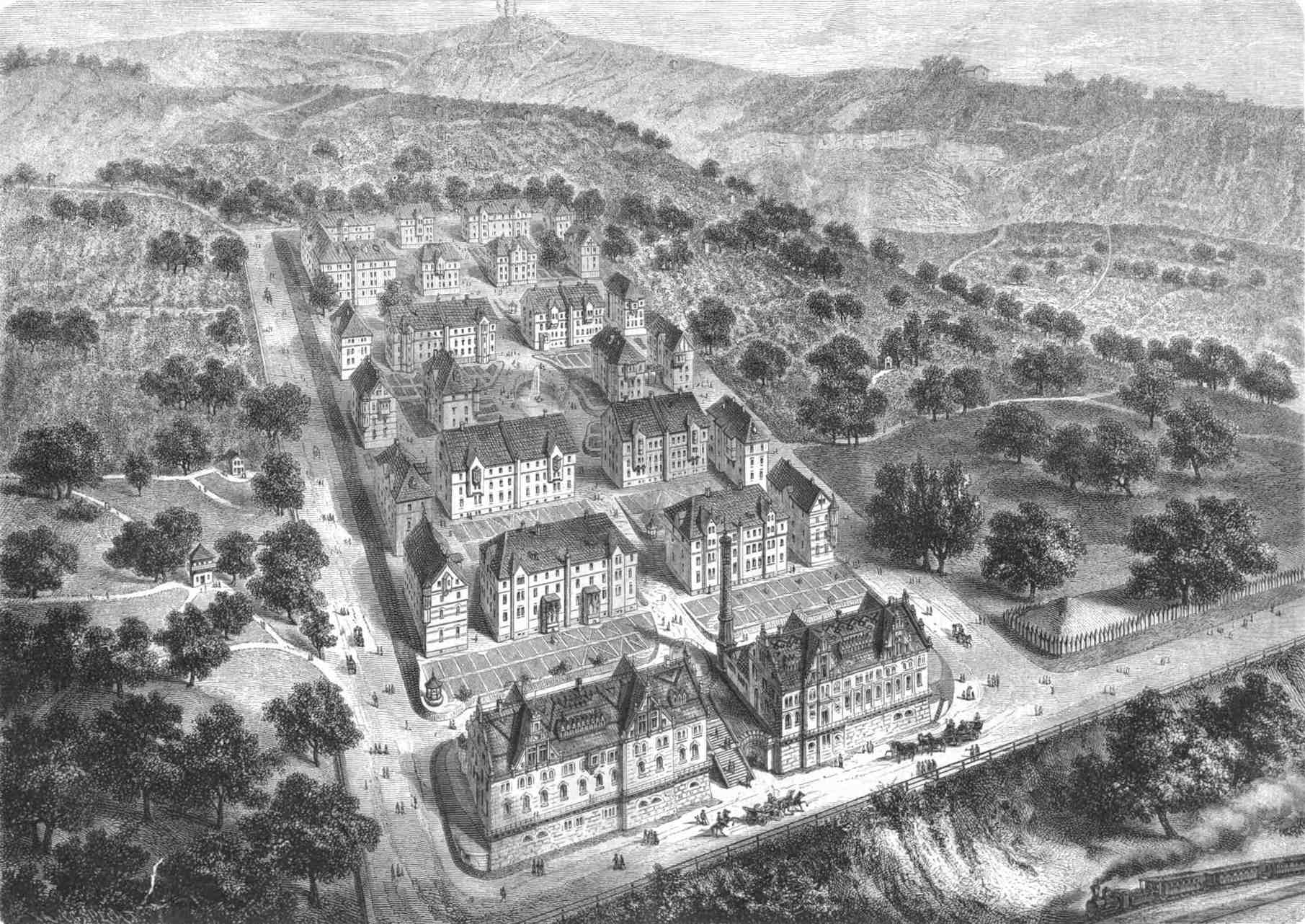
Postdörfle, 1872. Vorn: Heilbronner Straße, links: Im Kaisemer, rechts: Vordernbergstraße.

Das Postdörfle ist eine Wohnsiedlung im Stuttgarter Stadtbezirk Stuttgart-Nord in der Nähe des Hauptbahnhofs. Sie wurde als erste Arbeitersiedlung in Stuttgart 1869 bis 1871 für „niedere“ Post- und Eisenbahnbedienstete durch den Architekten Georg von Morlok in Bauformen der Renaissance errichtet.
Das Hanggelände wurde durch 7 Terrassen mit 21 zeilenweise angeordneten, dreistöckigen Wohngebäuden erschlossen, die an Mietetagenhäuser erinnerten. Die Siedlung verfügte über rund 200 Wohnungen für etwa 1000 Bewohner. Zwei weitere Gebäude nahmen die mit moderner Technik ausgerüsteten Gemeinschaftseinrichtungen auf: Badhaus, Kantine, Waschhaus, Kinderkrippe und Konsumladen.
Im Zweiten Weltkrieg wurde die Siedlung größtenteils zerstört und vereinfacht wieder aufgebaut. Die Nachkriegsbauten wurden später teilweise durch moderne Gebäude mit Komfortwohnungen ersetzt.

## Name
Die schwäbische Eigenart, das Diminutiv durch die Nachsilbe –le zu bilden, hat auch dem Postdörfle zu seinem Namen verholfen. Schon Franziska von Hohenheim, die Geliebte und spätere Gemahlin von Herzog Carl Eugen, bezeichnete ihr Englisches Dorf in Stuttgart-Hohenheim als „Dörfle“. Das Postdörfle war kein Dorf, sondern eine dorfähnliche Siedlung für Postler und Eisenbahner. Zwei später entstandene Siedlungen in Stuttgart wurden ebenfalls als Dörfle bezeichnet:
- das Eisenbahnerdörfle auf der Prag zwischen Nordbahnhofstraße und Rosensteinstraße, das zwischen 1894 und 1912 ebenso wie das Postdörfle für Unterbedienstete der württembergischen Verkehrsverwaltung erbaut wurde,[1]

- das Birkendörfle im Stuttgarter Norden, eine Sackstraßensiedlung, die auf den alten Flurnamen Birkenwald zurückgeht und zwischen 1907 und 1911 erbaut wurde.

In der Anfangszeit hieß das Postdörfle im Volksmund Kleinhemmingen nach dem Initiator des Postdörfles, dem württembergischen Außen- und Eisenbahnminister Karl von Varnbüler, dessen Familiensitz sich in Hemmingen befand.

## Lage
| - Lageplan, 1869. → Lageplan um 90 Grad gedreht. | - Lageplan, 2018. |
| - Geländeprofil, 1869.                           |                   |

Das Postdörfle liegt im Stuttgarter Stadtbezirk Stuttgart-Nord an der Heilbronner Straße, einer Hauptdurchgangsstraße, die von der Stadtmitte nach Heilbronn führt. Das rechteckige Areal ist mit seinen Breitseiten nach Süden und mit seinen Schmalseiten zur Heilbronner Straße hin ausgerichtet. Das Rechteck misst 120 mal 200 Meter und umfasst eine Fläche von 2,5 Hektar. Das Grundstück des Postdörfle wird an seinen Schmalseiten von der Heilbronner Straße und der Birkenwaldstraße begrenzt und an den Breitseiten von der Straße Im Kaisemer und der Vordernbergstraße.
Das Gelände ist ein ehemaliger Weinberg, so wie die noch heute in der näheren Umgebung bewirtschafteten Weinberge Mönchhalde und der Weinberg auf dem Kriegsberg. Zwischen dem höchsten Punkt an der Birkenwaldstraße (290 Meter) und dem niedrigsten Punkt an der Heilbronner Straße (260 Meter) besteht ein Höhenunterschied von 30 Metern, das entspricht einer Hangneigung von 12,5 %.

## Beschreibung
| - Einzelgebäude mit 6 Wohnungen, 1869. | - Doppelhaus mit 12 Wohnungen, 1869. |

In der 2. Hälfte des 19. Jahrhunderts war der Wohnungsmarkt in Stuttgart stark angespannt. Der württembergische Staat sah sich daher genötigt, auf dem städtischen Wohnungsmarkt zu intervenieren, um wenigstens einem Teil seiner „Unterbediensteten“ (oder „niederen Bediensteten“) in den Verkehrsanstalten billigere Kleinwohnungen zu verschaffen. Eine treibende Kraft dieser Bestrebungen war der württembergische Außen- und Eisenbahnminister Karl von Varnbüler.
Als Baugrundstück konnte ein geschlossenes Weinberggelände außerhalb des damaligen Stadtzentrums kostengünstig erworben werden. Die Planung des Postdörfle wurde dem Architekten Georg von Morlok übertragen. Als Eisenbahningenieur hatte er den Bau vieler Bahnlinien geleitet. Er war einer der Erbauer des Alten Bahnhofs in der Bolzstraße in Stuttgart (1863–1868) und war am Aufbau der ersten württembergischen Arbeitersiedlung in Kuchen beteiligt (1857–1869).
Die Hanglage des Grundstücks erschwerte zwar die Bebauung, Morloks genialer Entwurf machte jedoch aus der Not eine Tugend. Er teilte das Gelände in 7 Terrassen, auf denen 21 Wohngebäude mit 196 Wohnungen und 2 Gemeinschaftshäuser in Bauformen der Renaissance errichtet wurden. Die erste Hangsiedlung in Stuttgart bereicherte durch die Terrassierung den Siedlungsbau um eine bisher unbekannte Variante. Durch die lockere Terrassenbebauung entsprach die Siedlung den Forderungen an ausreichende Belüftung, Belichtung und einen angemessenen Abstand der Häuser untereinander.
Auf der untersten Terrasse an der Heilbronner Straße wurden zwei Gemeinschaftshäuser errichtet: die Bad- und Speiseanstalt und die Waschanstalt, die mit moderner Technik ausgestattet wurden. Der Hauptweg entlang der symmetrischen Mittelachse verlief von einer Freitreppe und einem Bassin zwischen den Gemeinschaftshäusern über ein Bassin und einen Brunnen in der Mitte bis zur obersten Terrasse des Postdörfle. Vom Hauptweg zweigten die Seitenwege ab, die zu den Wohngebäuden führten. Die Zwischenräume zwischen den Häusern waren als Mietergärten parzelliert.
Auf den Ebenen 2–7 wurden 21 dreistöckige Gebäude errichtet: 13 Einzelgebäude mit je 6 Wohnungen, 7 Doppelhäuser mit je 12 Wohnungen und ein dreiflügeliges Fünffachhaus mit 34 Wohnungen. Die komfortablen Wohnungen bestanden aus Wohnzimmer (teilweise mit Erker), Schlafzimmer, Kinderzimmer, Küche (teilweise mit Balkon), Toilette und Vorplatz. Zu jeder Wohnung gehörte ein Keller, ein Holzstall, ein Dachbodenanteil und eine Gartenparzelle.

## Nachkriegsentwicklung

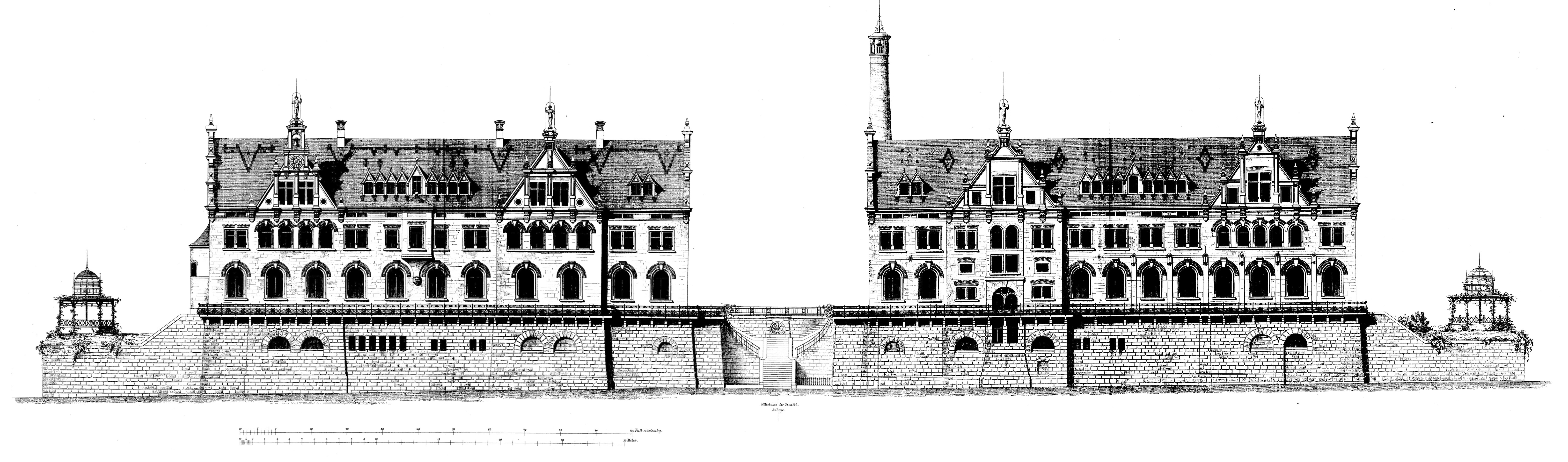
Gemeinschaftshäuser des Postdörfle, 1869.

Hotel Arcotel Camino, 2018.

Im Zweiten Weltkrieg wurden die Wohngebäude des Postdörfle größtenteils zerstört, während die Gemeinschaftshäuser erhalten blieben. Die Wohngebäude wurden vereinfacht unter Beachtung der ursprünglichen Grundstücksaufteilung wieder aufgebaut. Das Rondell mit Bassin und Brunnen in der Mitte des Hauptwegs wurde durch eine Grünfläche mit 8 Randbäumen ersetzt. Die Nachkriegsneubauten rechts des Hauptwegs (von der Heilbronner Straße aus gesehen) wurden durch moderne Gebäude mit Komfortwohnungen ersetzt. Eine Haltestelle der Buslinie 44 oberhalb des Postdörfle in der Birkenwaldstraße wurde nach dem Postdörfle benannt.
Nach den Plänen des Wiener Architekten Harald Schreiber und des Frankfurter Büros Christoph Mäckler Architekten wurden 2007 die ehemaligen Gemeinschaftshäuser unter Beibehaltung der Fassaden zu einem Hotel umgebaut (Hotel Arcotel Camino). Zwischen die beiden bestehenden Gebäude wurde ein Neubau für die Lobby und den Eingangsbereich des Hotels errichtet.